# Catral
Catral é um município da Espanha na província de Alicante, Comunidade Valenciana. Tem 20,01 km² de área e em 2021 tinha 8 880 habitantes (densidade: 443,8 hab./km²).

## Demografia
| Variação demográfica do município entre 1991 e 2004 | Variação demográfica do município entre 1991 e 2004 | Variação demográfica do município entre 1991 e 2004 | Variação demográfica do município entre 1991 e 2004 |
| --------------------------------------------------- | --------------------------------------------------- | --------------------------------------------------- | --------------------------------------------------- |
| 1991                                                | 1996                                                | 2001                                                | 2004                                                |
| 4478                                                | 4881                                                | 5295                                                | 5884                                                |